# At the Old Stage Door
At the Old Stage Door é um filme de curta-metragem de comédia mudo produzido nos Estados Unidos em 1919 e dirigido por Hal Roach. Uma cópia física do filme existe no Museu de Arte Moderna em Nova Iorque

## Elenco
- Harold Lloyd
- Snub Pollard
- Bebe Daniels
- Sammy Brooks
- Lew Harvey
- Gus Leonard
- James Parrott
- Al St. John
- Dorothea Wolbert
- Noah Young